# Saint-Galmier
Saint-Galmier este o comună în departamentul Loire din sud-estul Franței. În 2009 avea o populație de 5.596 de locuitori.

## Evoluția populației
| An        | 1975  | 1982  | 1990  | 1999  | 2006  | 2009  |
| --------- | ----- | ----- | ----- | ----- | ----- | ----- |
| Populație | 3.109 | 3.680 | 4.272 | 5.293 | 5.705 | 5.596 |